# Оптична активність

Асиметричні кристалічні форми винної кислоти, що обертають площину поляризації світла праворуч (D-енантіомер) і ліворуч (L-енантіомер)

Опти́чна активні́сть — здатність речовини повертати площину поляризації світла. Оптична активність кількісно характеризується кутом повороту площини поляризації на одиницю довжини шляху світла.
Речовини, які можуть повертати площину поляризації світла, називаються оптично активними. Такі речовини не повинні мати симетрії інверсії. Оптична активність може бути природною і наведеною зовнішніми полями.
Тензор діелектричної проникності оптично активних речовин має уявні недіагональні члени. Оптично активними можуть бути, як кристалічні тіла, так і рідини. В останньому випадку оптична активність виникає завдяки хіральності молекул рідини. Вона дорівнює нулю для рацемічних рідин і тим більша, чим значніша перевага в рідині одного із енантіомерів.

## Фізична природа
Розповсюдження електромагнітної хвилі в речовині супроводжується розсіянням на молекулах речовини. Якщо молекули мають неправильну форму, то розсіяння на кожній із них різне в різних напрямках. Зазвичай ці різні розсіювання в сумі призводять до сповільнення розповсюдження світла, але не впливають на його поляризацію. Проте, якщо, наприклад, в розчин помістити молекули, які неоднаково розсіюють різні циклічні поляризації, то їх сумарний ефект може призвести до того, що загальна поляризація світла зміниться. Такі молекули називаються хіральними. Для цього необхідно, щоб кількість молекул, яка переважно розсіює одну з поляризацій, переважала кількість молекул, яка переважно розсіює іншу поляризацію.
При проходженні світла через такий розчин його поляризація повертається на певний градус.
Прикладом такої оптично активної речовини може бути холестеричний рідкий кристал. Нематичні рідкі кристали, які зазвичай використовуються в рідкокристалічних дисплеях, теж можуть повертати площину поляризації світла, якщо їх помістити між двома пластинками, на поверхні яких напрямок директора був би різним.
Оптичну активність можуть мати також деякі кристали низької симетрії.

## Математичний опис
Матеріальні співвідношення оптично активного середовища записуються з врахуванням похідних від напруженості електричного поля по координаті:
{\displaystyle D_{i}=\sum _{j}\varepsilon _{ij}^{0}E_{j}+\sum _{j,l}\gamma _{ijl}{\frac {\partial E_{j}}{\partial x_{l}}}},
де {\displaystyle \varepsilon _{ij}^{0}} — тензор діелектричної проникності, {\displaystyle D_{i}} — компоненти вектора електричної індукції, {\displaystyle E_{i}} — компоненти вектора напруженості електричного поля, {\displaystyle \gamma _{ijl}} — тензор третього рангу, який і відповідає за опис оптичної активності.
Тензор {\displaystyle \gamma _{ijl}} антисиметричний щодо перестановки перших двох індексів:
{\displaystyle \gamma _{ijl}=-\gamma _{jil}\,}.
При розповсюдженні монохроматичної електромагнітної хвилі з хвильовим вектором {\displaystyle \mathbf {k} }
{\displaystyle D_{i}=\sum _{j}\left(\varepsilon _{ij}^{0}+i{\frac {\omega }{c}}\sum _{l}\gamma _{ijl}n_{l})\right)E_{j}},
де {\displaystyle \omega \,} — циклічна частота хвилі, c — швидкість світла, {\displaystyle n_{l}=ck_{l}/\omega \,} — компонента одиничного вектора в напрямку розповсюдження хвилі.
Вираз в дужках — це тензор діелектричної проникності з врахуванням як частотної, так і просторової дисперсії.
В середовищах, які не поглинають, тензор {\displaystyle \gamma _{ijl}} — дійсний, тож тензор діелектричної проникності має уявні недіагональні члени, комплексно спряжені одне до іншого.
{\displaystyle \varepsilon _{ij}^{*}=\varepsilon _{ji}}.

## Вектор та тензор гірації
Оптичну активність зручно характеризувати вектором гірації {\displaystyle \mathbf {g} }, який вводиться за допомогою співвідношення:
{\displaystyle {\frac {\omega }{c}}\sum _{l}\gamma _{ijl}n_{l}=\sum _{l}e_{ijl}g_{l}},
де {\displaystyle e_{ijl}} — тензор Леві-Чівіта (одиничний антисиметричний тензор третього рангу).
Вектор гірації є псевдовектором, тобто не міняє знак при зміні напрямку осей системи координат.
Тензор гірації вводиться за формулою
{\displaystyle g_{i}=\sum _{j}g_{ij}n_{j}\,}.

## Ізотропна рідина
Для ізотропної речовини з оптично активними домішками
{\displaystyle g_{ik}=g\delta _{ik}\,},
де {\displaystyle \delta _{ik}} — символ Кронекера.
Кут повороту площини поляризації на одиницю шляху в такій речовині дорівнює {\displaystyle \omega g/2c\,}. В залежності від знаку g площина поляризації обертається вправо або вліво.

## Кристалічні речовини
При розгляді гірації в кристалах зручніше користуватися замість вектору гірації {\displaystyle \mathbf {g} } вектором {\displaystyle \mathbf {G} }, компоненти якого визначаються, як
{\displaystyle G_{i}=-{\frac {1}{|\varepsilon ^{0}|}}\sum _{j}\varepsilon _{ij}^{0}g_{j}}.
Використовуючи цей вектор можна виразити напруженість електричного поля через вектро електричну індукцію
{\displaystyle E_{i}=\sum _{j}(\varepsilon ^{0})_{ij}^{-1}D_{j}+[\mathbf {D} \times \mathbf {G} ]}.

## Історія
Вперше оптичну активність спостерігав на кристалах кварцу в 1811 році Франсуа Араго.